# Andrija Artuković
Andrija Artuković, hrvaški politik in vojni zločinec, * 29. november 1899, Klobuk pri Ljubuškem, 16. januar 1988, Zagreb. 
Artuković je frančiškansko gimnazijo končal v Širokem Brijegu, študij prava z doktoratom pa v Zagrebu. Tam je od leta 1924 delal kot sodni pripravnik, leta 1926 pa je v Gospiću odprl odvetniško pisarno.
Leta 1932 se je pridružil ustaškemu gibanju. Bil je organizator Velebitske vstaje , že pred tem pa ga je Ante Pavelić imenoval za poveljnika vseh ustaških enot v Italiji. Artuković je takrat deloval pod psevdonimom Hadžija. Nato je nekaj časa živel v Budimpešti in na Dunaju, kjer so ga leta 1934 aretirali in kasneje izgnali iz Avstrije. Iz Avstrije se je nato vrnil v Budimpešto, v začetku septebra 1934 pa se je pridružil Paveliću v Milanu. Sredi septembra je nato odšel v London, kjer je bil oktobra 1934 spet aretiran. Takrat je bil osumljen sodelovanja pri organizaciji atentata v Marseillu ter predan Franciji in tam v Parizu zaprt. Po treh mesecih ga je Francija januarja 1935 izročila Kraljevini Jugoslaviji. Sodišče ga je po 16 mesecih zapora kasneje razrešilo krivde. Po izpustitvi je nekaj časa preživel v Gospiću, leta 1936 pa je ponovno odšel v emigracijo. Najprej je odšel v Avstrijo, nato pa v Nemčijo. Leta 1937 ga je v Berlinu zasliševal celo Gestapo. Berlin je pod grožnjo aretacije zapustil in se umaknil v Francijo. Od tam je odšel v Budimpešto, kasneje pa se je vrnil v Berlin.

## Delovanje v državi NDH
Po razglasitvi Nezavisne Države Hrvatske se je vrnil v Zagreb, kjer je 12. aprila 1941 postal član začasne hrvaške vlade. Po vrnitvi Anteja Pavelića iz Italije v Zagreb (16. aprila 1941), je bil imenovan za ministra za notranje zadeve prve hrvaške državne vlade. Sodeloval je pri podpisu Rimskega sporazuma in bil Pavelićev spremljevalec pri obisku Adolfa Hitlerja. Še istega leta se je poročil z Ano Mario Heidler iz Innsbrucka, s katero je imel pet otrok. 10. oktobra 1942 je postal minister za vero in pravosodje. Kasneje je med 29. aprilom in 1. oktobrom 1943 spet opravljal funkcijo ministra za notranje zadeve, 11. oktobra 1943 pa do razpada države NDH (8. maja 1945) pa je opravljal dolžnost čuvarja državnega pečata. 

## Življenje v emigraciji
Artuković je 6. maja 1945 skupaj s celotno vlado NDH zapustil Zagreb in prebegnil v Avstrijo. Britanci so ga skupaj z ostalimi zaprli v taborišče Spittal na Dravi, od koder je bil kasneje izpuščen. Zatekel se je v ameriško, nato pa v francosko cono, kjer se je pridružil družini. Tam je pridobil ponarejene švicarske dokumente in pod imenom Alois Anich prebegnil v Irsko. Leta 1948 je z ženo in s tremi otroki odpotoval v Kalifornijo, kjer se je pod pravim imenom zaposlil v bratovem podjetju.
Julija 1945 ge je novo ustanovljena jugoslovanska Državna komisija za ugotavljanje zločinov okupatorja in njegovih pomagačev razglasila za vojnega zločinca. Vlada FLRJ je tako 29. avgusta 1951 od ZDA zahtevala njegovo izročitev. Zahtevi je v Los Angelesu sledil sedemletni sodni proces, na katerem so jugoslovansko zahtevo zavrnili.

## Prijetje in obsodba
Jugoslovanske oblasti so zahtevo po izročitvi obnovile kar je vodilo k njegovi aretaciji 14. novembra 1984. Po sodnem procesu in večmesečnem priporu je bil predan jugoslovanskim oblastem na letališču v New Yorku v noči med 11. in 12. novembrom 1986. Prepeljan je bil v Zagreb, že takrat pa je bolehal za Alzheimerjevo in Parkinsonovo boleznijo.  
Na sodnem procesu, ki se je začel 14. aprila 1986 v Zagrebu je bil Artuković obsojen na smrtno kazen, do izvršitve obsodbe pa zaradi njegovega zdravstvenega stanja ni prišlo. Umrl je 16. januarja 1988 v bolnišnici zapora v Zagrebu.

## Posmrtni ostanki
Že med procesom je bil v državnem zboru SR Hrvaške sprejet zakon, po katerem so se ostanki oseb, ki so pravnomočno obsojene na smrtno kazen pokopali tako kot če bi bila smrtna kazen dejansko izvršena, v tajnosti. Kraj pokopa je postal državna skrivnost, dodatno pa so sprejeli zakon, po katerem je bila izdaja kraja pokopa kaznivo dejanje. 
Med obiskom Vetrinja je hrvaški predsednik Ivo Josipović izjavil, da ima vsak pravico do groba, zaradi česar je bilo leta 2010 objavljeno, da je UDBA Artukovića tajno pokopala v Lepoglavi.